# Barrage de Tarbela
Le barrage de Tarbela (en ourdou : تربیلا بند) est un barrage construit sur l'Indus au Pakistan. Il est situé dans le district d'Haripur dans le Khyber Pakhtunkhwa, à environ 50 kilomètres au nord-ouest d'Islamabad. Il a été construit entre 1968 et 1977.
Doté d'une centrale hydroélectrique de 4 888 MW, le barrage de Tarbela est la plus puissante unité de production électrique du Pakistan, et l'un des plus importants barrages hydroélectriques du monde. La centrale a connu diverses extensions jusqu'en 2018, et une nouvelle pourrait l'amener jusqu'à 6 298 MW.

## Description

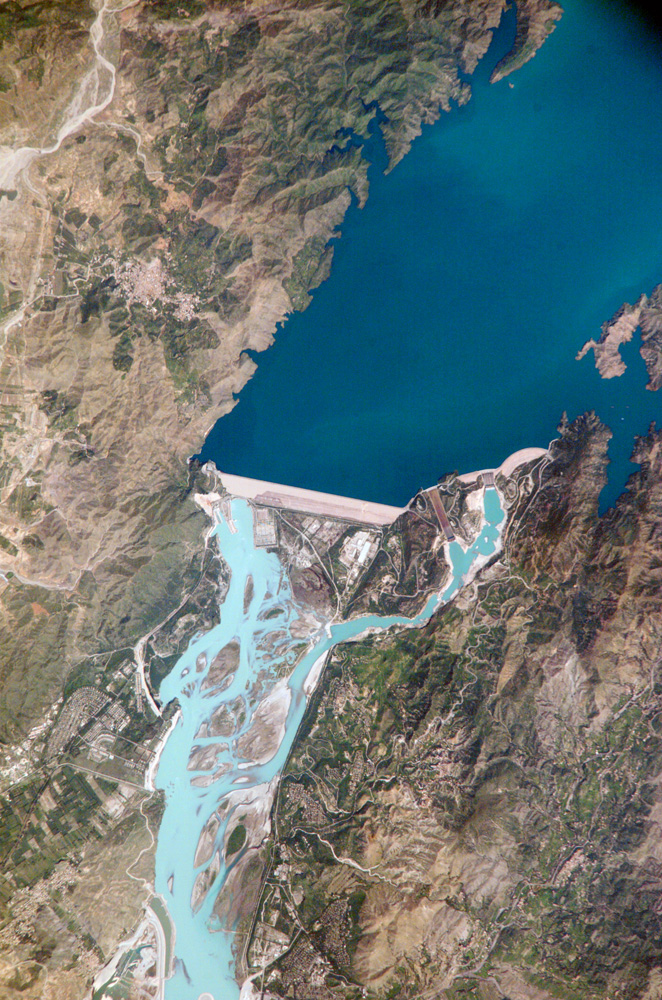
Vue satellitaire du barrage.

Le barrage de Tarbela est haut de 143 m et long de 2 743 m. Constitué d'un remblai de 106 millions de m3,, il est le barrage le plus volumineux du monde (en). 
Le réservoir créé par barrage de Tarbela est long de 80,5 km, pour une superficie d'environ 250 km2 et une capacité de 13,69 km3. Ce lac a submergé une grande partie de l'ancienne principauté de l'Amb.
Son déversoir principal a une capacité d'évacuation de 18 406 m3/s et son déversoir auxiliaire de 24 070 m3/s.
La charge annuelle de sédiments en suspension est d'environ 430 millions de tonnes par an. De ce fait, la durée de vie du barrage avant la sédimentation du réservoir a été estimée autour de cinquante ans, soit vers 2030. Toutefois, la sédimentation étant beaucoup plus faible que prévu, il est maintenant estimé que la durée de vie utile du barrage serait de 85 ans, c'est-à-dire jusqu'à environ 2060. La construction du barrage de Diamer-Bhasha d'ici 2028 pourrait accroitre la durée de vie du barrage de 35 ans. 
Avant sa quatrième extension, le barrage de Tarbela produisait 14,72 TWh/an d'électricité (moyenne annuelle 2004-2014).

## Chronologie

### Construction et premières extensions
La construction de ce barrage trouve ses origines au traité des eaux de l'Indus, signé le 19 septembre 1960 entre le Pakistan et l'Inde. Il permet aux deux pays de se partager les ressources des cours d'eau qu'ils se partagent, le Ravi, le Sutlej et la Beas étant réservés à l'Inde tandis que le Pakistan peut développer de son côté l'Indus, la Jhelum et la Chenab. 
Dans le but de faire face à la pénurie d'énergie et d'eaux d'irrigation aux périodes de l'année les plus stratégiques pour l'agriculture, le régime de Muhammad Ayub Khan entreprend la création de deux vastes barrages, à Mangla et Tarbela, dans la cadre du « projet de bassin de l'Indus ».
Le barrage a été construit entre 1968 et 1976 peu après l'achèvement du barrage de Mangla par un consortium européen mené par Impregilo, pour un coût total de 623 millions de dollars (en valeur de l'époque). La centrale hydroélectrique a été mise en service à partir de 1977, avec une puissance initiale limitée à 700 MW. 
L'histoire du barrage de Tarbela est ensuite marquée par des extensions de puissance successives, via l'ajout de nouvelles turbines. De nouvelles unités ont été ajoutées en 1985 puis en 1993, faisant passer la puissance totale à 1 750 MW puis 3 478 MW respectivement,.

### Quatrième extension

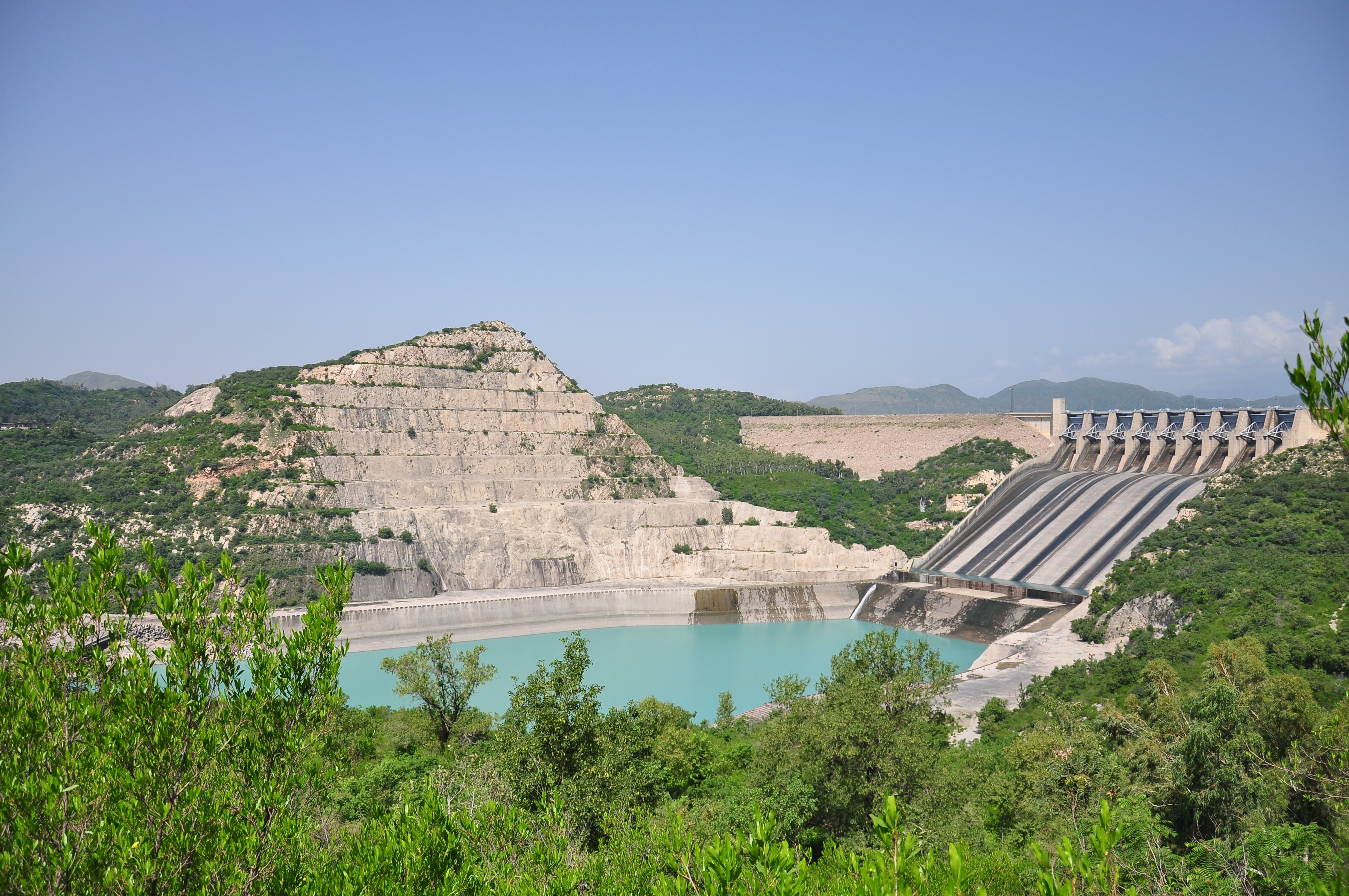
Le barrage en 2010.

Le projet d'une quatrième extension a été lancé au début des années 2010 par l'exploitant du barrage WAPDA (en), face à une demande électrique en forte hausse et à des pénuries fréquentes. Elle a consisté en l'installation de trois nouvelles turbines de 470 MW, pour un total de 1 410 MW ajoutés à l'ouvrage. Cette extension a été réalisée par la modification dans les tunnels 3 et 4 du barrage, jusqu'alors uniquement dédiés à l'irrigation.
Les travaux, confiés à Sinohydro pour la partie génie civil et à Voith pour la partie électromécanique, ont débuté en octobre 2013. L'extension a été inaugurée en mars 2018, portant la puissance installée à sa valeur actuelle de 4 888 MW,. La quantité d'électricité produite par les seules turbines de cette extension est estimée à 3 840 GWh/an.

### Projet de cinquième extension
Peu de temps après la livraison de la quatrième extension, WAPDA a lancé des études pour une nouvelle augmentation de puissance installée sur le barrage. L'ajout serait identique au précédent, à savoir trois turbines de 470 MW totalisant 1 410 MW. La production annuelle attendue (1 810 GWh/an) est toutefois largement plus faible, étant donné que ces nouvelles turbines seraient en fonctionnement essentiellement en période de hautes eaux. Les travaux devraient durer 4,5 ans.

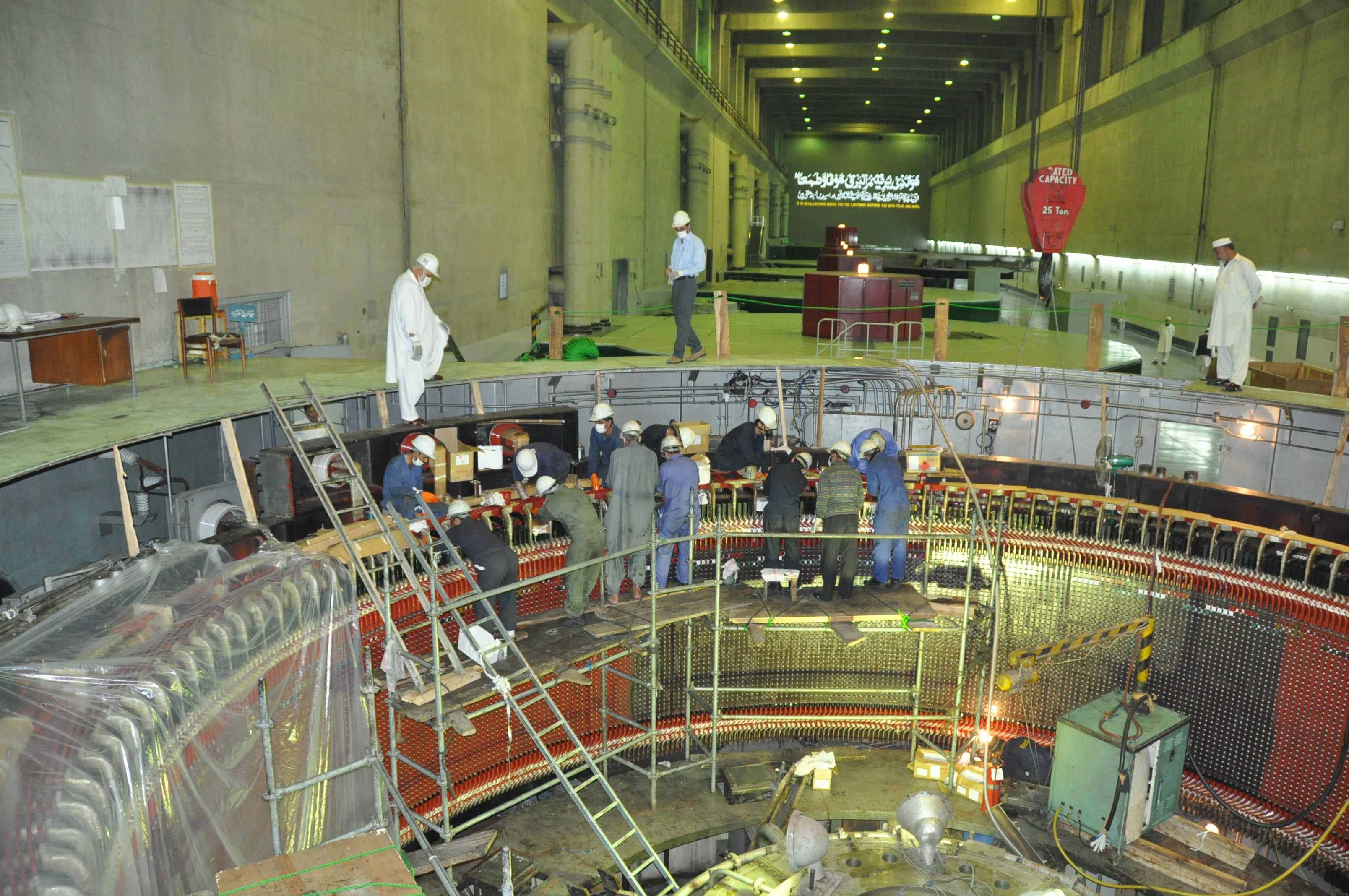
Travaux de modernisation de la centrale en 2011.

En 2020, l'installation sur le lac de retenue d'un parc solaire photovoltaïque flottant de 25 MW est à l'étude.
|               | Date    | Turbines ajoutées | Puissance unitaire (MW) | Puissance ajoutée (MW) | Nombre total de turbines | Puissance totale (MW) |
| ------------- | ------- | ----------------- | ----------------------- | ---------------------- | ------------------------ | --------------------- |
| 1re extension | 1977    | 4                 | 175                     | 700                    | 4                        | 700                   |
| 2e extension  | 1985    | 6                 | 175                     | 1 050                  | 10                       | 1 750                 |
| 3e extension  | 1993    | 4                 | 432                     | 1 728                  | 14                       | 3 478                 |
| 4e extension  | 2018    | 3                 | 470                     | 1 410                  | 17                       | 4 888                 |
| 5e extension  | à venir | 3                 | 470                     | 1 410                  | 20                       | 6 298                 |